# Haroldius cardoni
Haroldius cardoni är en skalbaggsart som beskrevs av Antoine Boucomont 1923. Haroldius cardoni ingår i släktet Haroldius och familjen bladhorningar. Inga underarter finns listade i Catalogue of Life.